# Persone di nome Heather
| Questa pagina contiene informazioni ricavate automaticamente dalle voci biografiche con l'ausilio del template Bio e di un bot. L'aggiornamento è periodico e automatico e ricostruisce completamente la pagina. Se manca una persona in questa lista, sei pregato di non aggiungerla, ma accertati piuttosto che la sua voce biografica contenga il template Bio e che i dati anagrafici siano correttamente compilati. Se il template Bio manca, inseriscilo tu stesso o, in alternativa, metti l'avviso {{tmp\|Bio}} che ne segnala la mancanza. Se i dati riportati sono sbagliati, correggi direttamente la voce biografica; le modifiche saranno visibili in questa lista entro pochi giorni. Per chiarimenti vedi il progetto antroponimi. La lista contiene solo le 70 persone che sono citate nell'enciclopedia e per le quali è stato implementato correttamente il template Bio. Pagina aggiornata al 16 ott 2024. |

Questa è una lista di persone presenti nell'enciclopedia che hanno il prenome Heather, suddivise per attività principale.

## Astronome(1)
- Heather Couper, astronoma, giornalista e divulgatrice scientifica britannica (Wallasey, n. 1949 - Aylesbury, † 2020)

## Attrici(24)
- Heather Angel, attrice e doppiatrice britannica (Oxford, n. 1909 - Santa Barbara, † 1986)
- Heather Burns, attrice statunitense (Chicago, n. 1975)
- Heather Ann Davis, attrice e modella statunitense (Claremont, n. 1984)
- Heather Doerksen, attrice canadese (Winnipeg, n. 1980)
- Heather Graham, attrice statunitense (Milwaukee, n. 1970)
- Heather Hemmens, attrice statunitense (Maine, n. 1988)
- Laurie Holden, attrice e attivista statunitense (Los Angeles, n. 1969)
- Heather Langenkamp, attrice statunitense (Tulsa, n. 1964)
- Heather Lind, attrice statunitense (Upland, n. 1983)
- Heather Locklear, attrice e ex modella statunitense (Westwood, n. 1961)
- Heather MacRae, attrice statunitense (New York, n. 1946)
- Heather Matarazzo, attrice statunitense (Oyster Bay, n. 1982)
- Heather Mazur, attrice statunitense (Pittsburgh, n. 1976)
- Heather McAdam, attrice statunitense (n. 1968)
- Heather McComb, attrice statunitense (Barnegat Township, n. 1977)
- Heather Menzies, attrice canadese (Toronto, n. 1949 - Quinte West, † 2017)
- Heather Morris, attrice, ballerina e cantante statunitense (Thousand Oaks, n. 1987)
- Heather O'Rourke, attrice statunitense (San Diego, n. 1975 - San Diego, † 1988)
- Heather Peace, attrice e musicista britannica (Bradford, n. 1975)
- Heather Stephens, attrice statunitense (n. 1971)
- Heather Thomas, attrice statunitense (Greenwich, n. 1957)
- Heather Tom, attrice statunitense (Hinsdale, n. 1975)
- Heather Vandeven, attrice e ex attrice pornografica statunitense (Los Angeles, n. 1981)
- Heather Wahlquist, attrice e sceneggiatrice statunitense (Oklahoma City, n. 1977)

## Attrici pornografiche(1)
- Heather Hunter, ex attrice pornografica, artista e musicista statunitense (The Bronx, n. 1969)

## Bobbiste(1)
- Heather Moyse, bobbista, rugbista a 15 e velocista canadese (Summerside, n. 1978)

## Calciatrici(3)
- Heather Mitts, ex calciatrice statunitense (Cincinnati, n. 1978)
- Heather O'Reilly, ex calciatrice statunitense (New Brunswick, n. 1985)
- Heather Payne, calciatrice irlandese (Ballinasloe, n. 2000)

## Canottiere(2)
- Heather Mandoli, canottiera canadese (Kelowna, n. 1982)
- Heather Stanning, canottiera britannica (Yeovil, n. 1986)

## Cantanti(2)
- Heather Parisi, cantante, ballerina e conduttrice televisiva statunitense (Los Angeles, n. 1960)
- Heather Small, cantante britannica (Londra, n. 1965)

## Cantautrici(3)
- Heather Cameron-Hayes, cantautrice, attrice e pianista britannica (Berkshire, n. 1998)
- Heather Headley, cantautrice e attrice trinidadiana (Barataria, n. 1974)
- Heather Nova, cantautrice e poetessa inglese (Bermuda, n. 1967)

## Cestiste(4)
- Heather Burge, ex cestista statunitense (Fairfax, n. 1971)
- Heather Butler, ex cestista e allenatrice di pallacanestro statunitense (Medina, n. 1991)
- Heather Owen, ex cestista statunitense (Moscow, n. 1976)
- Heather Witzel, cestista canadese (n. 1950 - † 2018)

## Doppiatrici(1)
- Heather Hogan, doppiatrice e attrice statunitense (n. 1985)

## Giornaliste(1)
- Heather Nauert, giornalista statunitense (Rockford, n. 1970)

## Imprenditrici(1)
- Heather Bresch, imprenditrice statunitense (Morgantown, n. 1969)

## Modelle(6)
- Heather French, modella statunitense (Maysville, n. 1974)
- Chantal Jones, modella e attrice statunitense (Austin, n. 1988)
- Heather Kozar, modella statunitense (Akron, n. 1976)
- Heather Mills, ex modella e attivista britannica (Aldershot, n. 1968)
- Dita von Teese, modella, showgirl e ballerina statunitense (Rochester, n. 1972)
- Heather Whitestone, modella statunitense (Dothan, n. 1973)

## Nuotatrici(1)
- Heather Greenwood, ex nuotatrice statunitense (n. 1958)

## Pallanuotiste(2)
- Heather Moody, ex pallanuotista statunitense (Rexburg, n. 1973)
- Heather Petri, ex pallanuotista e allenatrice di pallanuoto statunitense (Oakland, n. 1978)

## Pallavoliste(2)
- Heather Bown, pallavolista statunitense (Orange, n. 1978)
- Heather Meyers, ex pallavolista statunitense (Temecula, n. 1989)

## Pattinatrici di velocità su ghiaccio(1)
- Heather Bergsma, pattinatrice di velocità su ghiaccio statunitense (High Point, n. 1989)

## Pentatlete(1)
- Heather Fell, pentatleta britannica (Tavistock, n. 1983)

## Politiche(1)
- Heather Wilson, politica e militare statunitense (Keene, n. 1960)

## Schermitrici(2)
- Judy Guinness, schermitrice britannica (Dublino, n. 1910 - Matabeleland Settentrionale, † 1952)
- Heather Landymore, schermitrice canadese (Halifax, n. 1973)

## Scrittrici(2)
- Heather Graham Pozzessere, scrittrice statunitense (Contea di Miami-Dade, n. 1953)
- Heather McGowan, scrittrice statunitense

## Soprani(1)
- Heather Harper, soprano britannico (Belfast, n. 1930 - Londra, † 2019)

## Tenniste(3)
- Heather Ludloff, ex tennista statunitense (n. 1961)
- Heather Segal, tennista bermudiana (Lancashire, n. 1931 - † 2006)
- Heather Watson, tennista britannica (Guernsey, n. 1992)

## Velociste(3)
- Heather Armitage, ex velocista britannica (Colombo, n. 1933)
- Heather Hunte, ex velocista britannica (Londra, n. 1959)
- Heather Samuel, ex velocista antiguo-barbudana (n. 1970)

## Senza attività specificata(1)
- Heather McPhie, ex sciatrice freestyle statunitense (Bozeman, n. 1984)